# آلیس آمتر
آلیس آمتر (انگلیسی: Alice Amter؛ زادهٔ ۱۱ مهٔ ۱۹۶۶) در بیرمنگام،) هنرپیشه اهل بریتانیا است. بهترین کاراکتر شناخته شده او خانم کوتراپالی در تئوری بیگ بنگ است.
او در فرانسه، آلمان، ژاپن (جایی که در اوایل دهه ۱۹۹۰ میلادی در آن تحصیل می‌کرد) و ایالات متحده آمریکا زندگی کرده‌است. در اوایل دهه ۱۹۹۰ به لس آنجلس نقل مکان کرد. او با وجود ایفای نقش «خانم کوتراپالی» گفته‌است که هیچ اصلیت هندی ندارد.